# 崔敬修
崔敬修（？—？），河南涉县人，清朝政治人物。进士出身。

## 生平
道光十六年（1836年）丙申恩科進士，道光二十三年（1843年）署廣東廣州府永安縣知縣（現紫金縣知縣）。后由錢燕詒接任。